# Miri
Pour les articles homonymes, voir Miri (homonymie).
Miri est une ville de l'État malaisien du Sarawak sur l'île de Bornéo, à proximité du sultanat de Brunei. Sa population s'élevait à 300 543 habitants en 2010 .

## Géographie
Miri est situé au bord du fleuve de Miri. Il a un long littoral de Bakam à Kuala Baram, la distance d'environ 40 kilomètres. Miri est aussi le passage à la région nordique de Sarawak et est facilement accessible par air, par route et par mer. Miri partage une frontière commune avec Brunei et l'Indonésie et une grande partie de la région comprend le bassin du fleuve le deuxième plus long de Sarawak, le Sungai Baram.

## Histoire

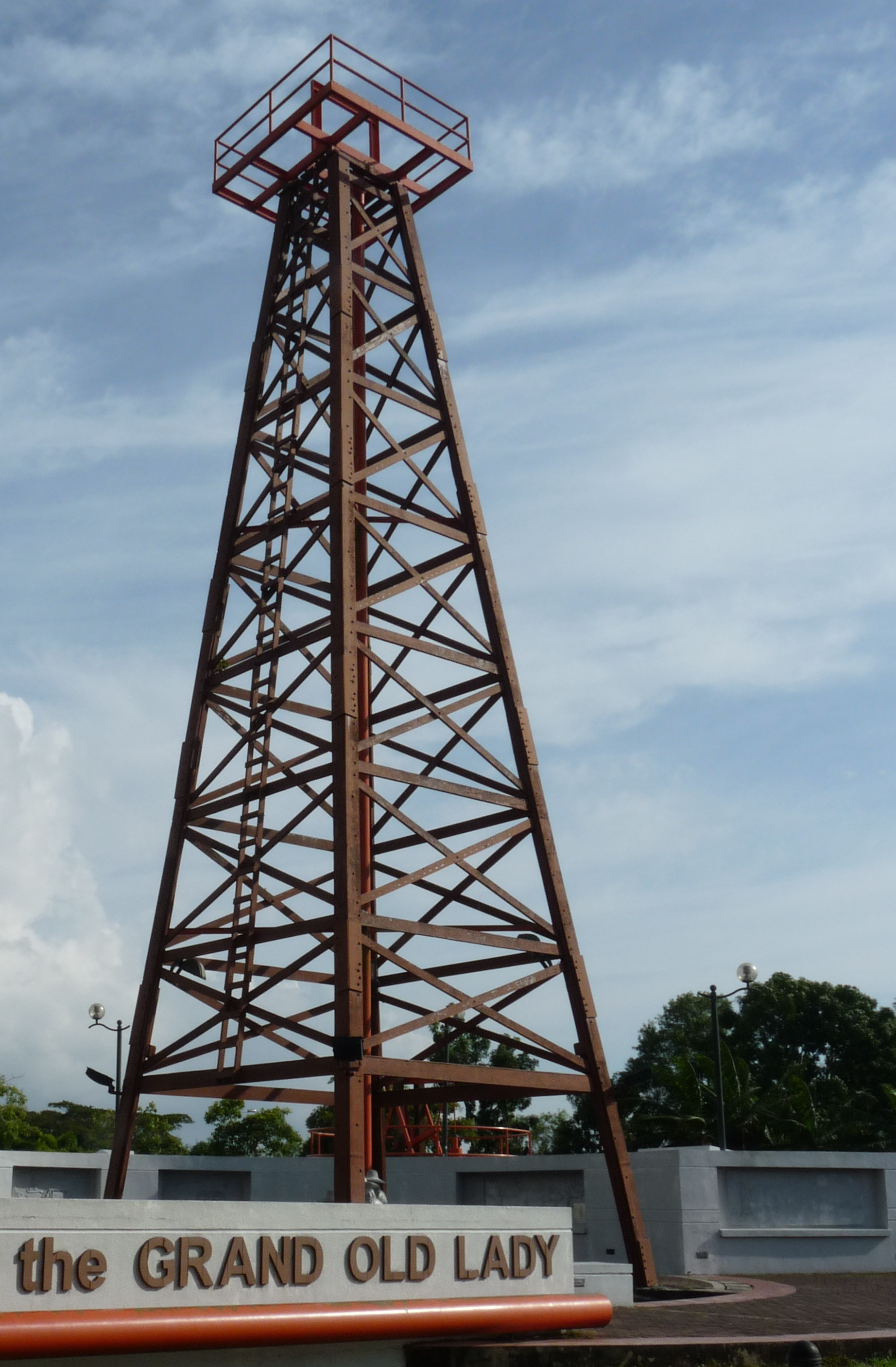
Premier puits pétrolier de Malaisie exploité de 1910 à 1972, Grand Old Lady

Les premières traces d'occupation de la région datent de plus de 35 000 ans et furent retrouvées dans les grottes de Niah au sud-ouest de Miri.
Le Royaume de Sarawak, favorisa l'exploration pétrolière au début des années 1900. Le premier puits commercial date de 1910, le Grand Old Lady, et débuta l'exploitation du pétrole en Malaisie. Les puits se multiplièrent autour de la région, d'abord sur terre puis à partir des années 1960 au large.
Dans les années 1930, le gouvernement du raja blanc Charles Vyner Brook tenta d'améliorer les communications au Sarawak et établit plusieurs aérodromes dont celui de Miri. N'ayant pas d'aviation militaire dans le secteur, le gouvernement britannique encouragea Brook à utiliser la tactique de la terre brulée en cas d'invasion japonaise à partir de 1940. Ainsi les puits pétroliers furent bouchés, l'aérodrome et la raffinerie de Lutong détruits, avant l'arrivée des troupes japonaises après l'attaque de Pearl Harbor le 7 décembre 1941,. La garnison, formée d'une compagnie de soldats du Punjab, quitta la ville le 14 décembre 1941 par bateau à destination de Kuching. Les Japonais capturèrent Miri le 18 décembre. Le 19 décembre, un hydravion de combat hollandais attaqua et coula le destroyer japonais Shinonome avec tout son équipage de 228 hommes.
Miri est aujourd'hui le centre moderne et dynamique d'affaires, commercial et éducatif. C'est également le point d'accès à plusieurs parcs nationaux renommés du Sarawak tels que le parc national du Gunung Mulu, le parc national de Niah, le parc national de Lambir et le parc national de Loagan Bunut, aussi bien que d'autres attractions de touristes principales.

## Climat

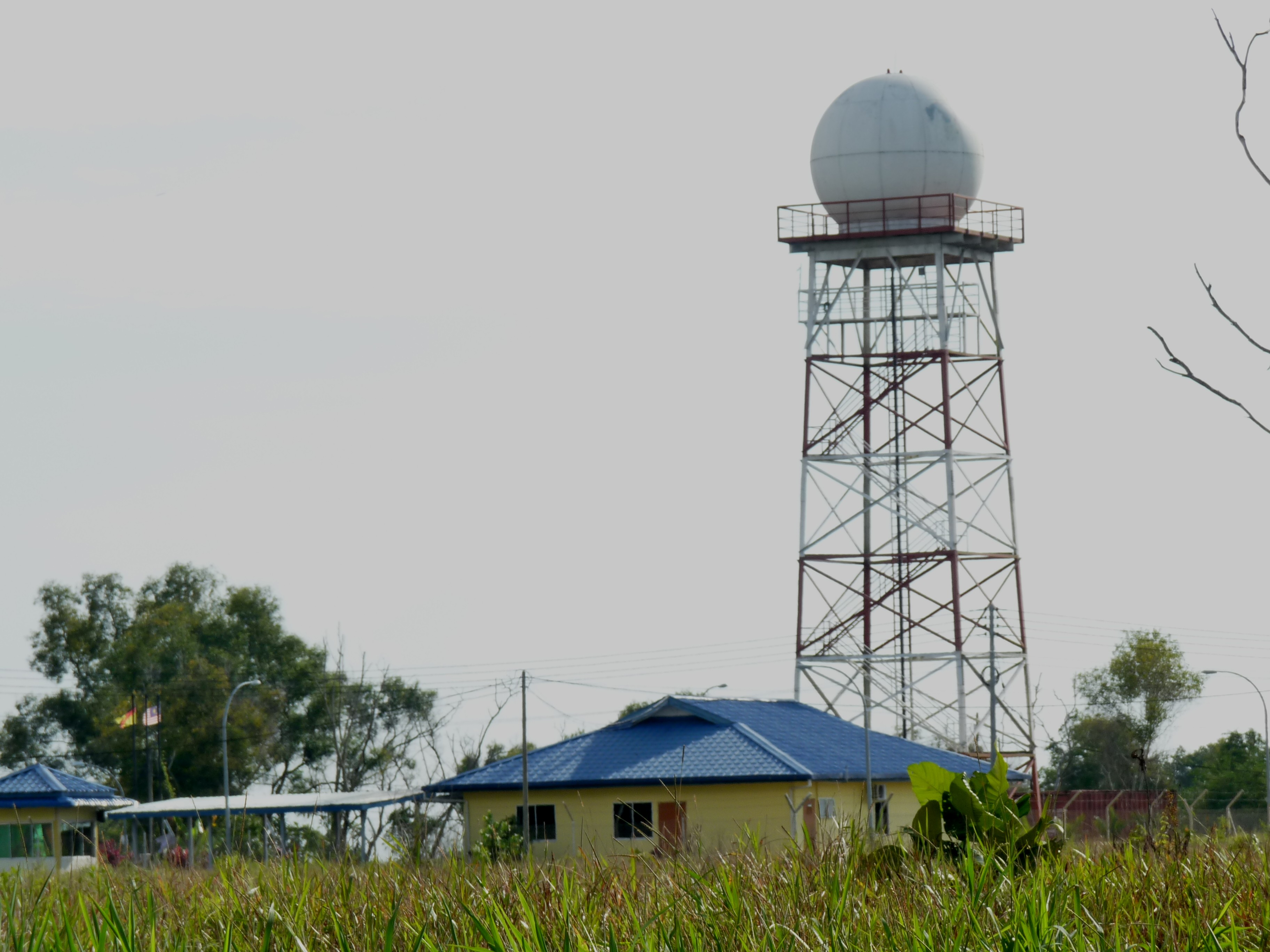
Radar météorologique sur Canada Hill à Miri

Miri est située dans un climat tropical humide avec deux saisons distinctes : la mousson du sud-ouest plus sèche de février à septembre et la mousson du nord-est d'octobre à janvier. Il tombe en moyenne environ 2 700 millimètres de pluie par année et la température varie le plus souvent entre 23 °C la nuit et 31 °C le jour. Cependant, entre novembre et janvier, la température peut être plus basse et le minimum record est de 11 °C enregistré en décembre.
| Mois                                | jan.  | fév.  | mars  | avril | mai   | juin  | jui.  | août  | sep.  | oct.  | nov.  | déc.  | année   |
| ----------------------------------- | ----- | ----- | ----- | ----- | ----- | ----- | ----- | ----- | ----- | ----- | ----- | ----- | ------- |
| Température minimale moyenne (°C)   | 22    | 22    | 23    | 23    | 23    | 24    | 24    | 24    | 23    | 23    | 22    | 22    | 23      |
| Température maximale moyenne (°C)   | 30    | 30    | 31    | 31    | 31    | 31    | 31    | 31    | 31    | 30    | 30    | 30    | 31      |
| Record de froid (°C)                | 16    | 18    | 20    | 21    | 22    | 22    | 22    | 22    | 21    | 20    | 18    | 11    | 11      |
| Record de chaleur (°C)              | 33    | 34    | 35    | 38    | 36    | 34    | 34    | 35    | 38    | 34    | 33    | 34    | 38      |
| Précipitations (mm)                 | 240,5 | 160,5 | 134,4 | 177,9 | 193,7 | 204,9 | 179,4 | 210,9 | 249,5 | 317,2 | 295,5 | 349,2 | 2 713,6 |
| Nombre de jours avec précipitations | 14    | 10    | 9     | 12    | 13    | 12    | 11    | 12    | 14    | 17    | 17    | 18    | 159     |

| Diagramme climatique                                  |           |           |           |           |           |           |           |           |           |           |           |
| J                                                     | F         | M         | A         | M         | J         | J         | A         | S         | O         | N         | D         |
| 3022240,5                                             | 3022160,5 | 3123134,4 | 3123177,9 | 3123193,7 | 3124204,9 | 3124179,4 | 3124210,9 | 3123249,5 | 3023317,2 | 3022295,5 | 3022349,2 |
| Moyennes : • Temp. maxi et mini °C • Précipitation mm |           |           |           |           |           |           |           |           |           |           |           |

## Économie
Miri est la première ville productrice de pétrole en Malaisie. Par conséquent, elle est surnommée « la ville du pétrole ». Les activités commerciales initiales à Miri comptent principalement l'industrie du pétrole et du bois de construction. Avec l'effort concerté du gouvernement d'état, beaucoup de compagnies de bois de construction se sont lancées dans des plantations de palmiers à huile et l'industrie à base de bois.
Le tourisme est également devenu le contributeur principal à l'économie locale. Pour le touriste qui aime l'aventure et la beauté naturelle de la jungle, Miri est l'endroit idéal. Par voie terrestre, le touriste pourrait aller aux grottes de Niah, au parc national de Lambir et au parc national de Loagan Bunut, et par la voie aérienne, le parc national de Gunung Mulu (qui est environ 20-45 minute de l'aéroport de Miri, un des deux seuls sites d'héritage du monde de l'UNESCO en Malaisie), les montagnes de Bario et le Long San. Au large des côtes de Miri, les récifs de corail sont un endroit idéal pour faire de la plongée et la pêche.